# Raúl Molina
Raúl Molina es un exjugador de fútbol español. Jugaba de delantero centro estilete con un buen desplazamiento entre líneas. Le gustaba sorprender desde atrás a los defensas, ganándoles siempre la espalda y su juego se basaba en su intuición y en su rapidez de movimientos.
Pasó la mayor parte de su carrera en el Xerez CD, pero el mejor momento de su carrera deportiva lo vivió en el Recreativo de Huelva, dónde ascendió a la Primera División. Actualmente es el ayudante del coordinador de la cantera del Recreativo de Huelva.

## Trayectoria
Se formó en la cantera del Flamenco jerezano. En 1997 fichó por el Xerez CD, y en la temporada 1997/98 fue cedido al Zaragoza B dónde no encontró su sitio y finalmente acabó en el Atlético Sanluqueño, (Sanlúcar de Barramenda).
La suerte del jerezano iba a comenzar a cambiar a partir de la temporada 1998/99. En dicha temporada regresa al Xerez CD, que acababa de descender a la Segunda División B, y se convierte en uno de los baluartes de la plantilla al anotar 14 goles en 33 partidos. Pero su buena temporada no iba a ser suficiente como para retornar al Xerez CD a la Categoría de Plata y en ese año acabaron en la 11.ª posición.
Su espléndida temporada en el conjunto jerezano le iba a abrir las puertas de uno de los grandes de España, el Atlético de Madrid. Ese año el filial colchonero disputaba su cuarta temporada consecutiva en la Segunda División, era la generación de Fernando Torres. Debutó en Segunda División el 22 de agosto de 1999 en el Extremadura 1 - Atleti B 0. Era la primera jornada de liga, y sustituyó a Cenci en el minuto 68. En su primer año en la Categoría de Plata realizó un papel aceptable, jugando como segundo punta y anotando un total de 4 goles en 20 partidos. Pero, a pesar de haber logrado la permanencia en 17.ª posición con unos extraordinarios 50 puntos, el equipo descendió debido al descenso del primer equipo a Segunda División.
Al año siguiente iba a ser un año muy bueno para Raúl Molina, tanto individualmente como con el equipo. Realizó una magnífica temporada, junto con sus compañeros, con el Atleti B, con el que jugaron la liguilla de ascenso como campeones de grupo (2000-2001). Anotó 15 goles en 36 partidos, sin embargo, sólo Fernando Torres tuvo su premio y subió al primer equipo. Finalizó contrato con el Atleti, con el que tenía opción a otra temporada pero no contaron con él para el nuevo proyecto de ascenso a Primera División.
Al año siguiente se produjo su fichaje por el Recreativo de Huelva. Era la temporada 2001/02, y el Decano tenía un proyecto ilusionante en el cual él era una de las principales armas, ya que el granadino Lucas Alcaraz apostó fuerte por él. El equipo onubense realizó una extraordinaria temporada que se vio recompensada con el ascenso, y ante un viejo conocido del jerezano, el Xerez. El partido de la penúltima jornada de Liga acabó por 2-1 para los albiazules con doblete de Fernando Soriano. Raúl Molina consumió su mejor temporada en Segunda División, consiguiendo dicho ascenso y acabando entre los 5 mejores goleadores de la categoría.
La temporada 2002/03, iba a ser agridulce para el club albiazul ya que descendieron nuevamente a Segunda División pero llegaron a la final de la Copa del Rey, logro en el cual Raúl Molina tuvo mucho que ver. A pesar de dicho descenso, el año fue bueno personalmente para el jerezano ya que llegó a la decena de goles en su primera temporada en Primera División.
Esto levantó el interés del RCD Espanyol. El Decano tasó al futbolista en un millón de euros. El jerezano acabó en la ciudad condal.
Pero ya en Barcelona iba a cambiar su suerte, ya que en la primera vuelta disputa un total de 12 partidos en los cuales solo marca un gol lo que no es suficiente para quitarle el puesto al goleador Raúl Tamudo, por lo que en el mercado invernal regresa en calidad de cedido al Recreativo de Huelva, en Segunda División nuevamente. Su segunda etapa en el Recreativo le hizo recuperar su olfato goleador y regreso a su media goleadora marcando 6 goles en 20 encuentros.
Al año siguiente regresa al RCD Espanyol, pero Miguel Ángel Lotina, no cuenta con él. La directiva no se quiere desprender del delantero por lo que vuelve a irse cedido, esta vez retornando al Xerez CD. En esta temporada 2004/05, iba a realizar un discreto papel, anotando una pobre marca de 2 goles en 18 partidos.
Al año siguiente, al rescindir el contrato con el Espanyol, el Rayo Vallecano de Míchel, lo contrata para su nuevo proyecto de retorno al fútbol profesional, ya que por ese entonces el cuadro de Vallecas militaba en la Segunda División B. Durante ese tiempo, estuvo cedido en el Albacete en la 05/06 en el mercado de invierno y apenas jugó con el equipo manchego de César Ferrando.
En la 2007-2008, en enero, ficha por el Racing Portuense, de la Segunda División B, donde participó en 12 partidos en los que no marcó ningún gol. Al acabar esa temporada quedó libre y recibió ofertas, entre ellas una del Ayamonte Club de Fútbol de Tercera División pero las rechazó y se enroló en el organigrama del Recreativo de Huelva como ayudante del coordinador de la cantera del club onubense a pesar de las numerosas ofertas más sustanciales de procedencia internacional como ojeador y entrenador por sus cualidades deportivas.

## Clubes
| Club                    | Temporada | Part | Goles |
| ----------------------- | --------- | ---- | ----- |
| Real Zaragoza "B"       | 1997-98   |      |       |
| Atlético Sanluqueño CF  | 1997-98   |      |       |
| Xerez CD                | 1998-99   | 33   | 14    |
| Atlético B              | 1999-00   | 20   | 4     |
| Atlético B              | 2000-01   | 36   | 1513  |
| Recreativo de Huelva    | 2001-02   | 38   | 14    |
| Recreativo de Huelva    | 2002-03   | 35   | 10    |
| RCD Espanyol            | 2003-04   | 12   | 1     |
| Recreativo de Huelva    | 2003-04*  | 20   | 6     |
| Xerez CD                | 2004-05*  | 18   | 2     |
| Rayo Vallecano          | 2005-06   |      |       |
| Albacete Balompié       | 2005-06*  | 4    | 0     |
| Rayo Vallecano          | 2006-07   |      |       |
| Racing Club Portuense   | 2007-08   | 12   | 0     |
| Ayamonte Club de Fútbol | 2008-09   |      |       |

(*) Temporada en la que el jugador militó en un club cedido.

## Palmarés
- 1 campeonato de Segunda División B (Gr. I 2000/01)
- 1 ascenso a Primera División (2001/02)
- 1 subcampeonato de Copa (2002/03)

## Méritos deportivos
- Jugador de la selección andaluza de fútbol